# Luke and the Bomb Throwers
Luke and the Bomb Throwers (o Luke, Bombs and Blackhands) è un cortometraggio muto del 1916 prodotto e diretto da Hal Roach.  Interpretato da Harold Lloyd, il film fa parte della serie di comiche che avevano come protagonista il personaggio di Lonesome Luke.

## Trama
Luke è intrappolato e legato da un gruppo di terroristi.

## Produzione
Il film fu prodotto da Hal Roach per la Rolin Films (come Phunphilms). Venne girato dal 22 gennaio all'11 febbraio 1916.

## Distribuzione
Distribuito dalla Pathé Exchange, il film - un cortometraggio in una bobina - uscì nelle sale cinematografiche USA l'8 maggio 1916.